# توماش تومیاک
توماش تومیاک (انگلیسی: Tomasz Tomiak; ۱۷ سپتامبر ۱۹۶۷ – ۲۱ اوت ۲۰۲۰) قایقران روئینگ اهل لهستان بود.